# ニック・トンプソン
ニック・トンプソン（Nick Thompson、1981年6月23日 - ）は、アメリカ合衆国の男性総合格闘家。ミネソタ州ミネアポリス出身。ミネソタ・マーシャルアーツ・アカデミー所属。元Bodogウェルター級王者。

## 来歴
高校時代にレスリングを始め、ウィスコンシン大学では哲学と経済学を専攻する傍ら、レスリングの練習を続けていた。この時期に総合格闘技に初めて触れ、デイブ・ストラッサーやロン・フェアクロスらと練習を始め、バーなどで試合をこなしていた。卒業後はウィスコンシン大学法科大学院（2008年に博士課程修了）に進学、ミネソタ・マーシャルアーツ・センターに練習環境を移し階級もウェルター級に落とした。
2005年6月11日、D.O.Gで岡見勇信と対戦し、右肘の脱臼でギブアップ負け。
2007年4月14日、Bodogウェルター級タイトルマッチでエディ・アルバレスと対戦し、パウンドでTKO勝ちを収め王座獲得に成功した。
2008年3月5日、戦極旗揚げ戦戦極 〜第一陣〜でファブリシオ・"ピットブル"・モンテイロと対戦し、3-0の判定勝ち。
2008年7月26日、EliteXC世界ウェルター級王座決定戦でジェイク・シールズと対戦し、フロントチョークで一本負けを喫し王座獲得に失敗した。
2010年8月22日、SRC14のウェルター級グランプリシリーズ1回戦で奥野"轟天"泰舗と対戦し、左フックでKO負けを喫した。
2011年4月9日、Bellator初参戦となったBellator 40でベン・アスクレンと対戦し、0-3の判定負け。4連敗となり試合後に引退を表明。引退後は弁護士の仕事に専念するとのこと。

## 戦績
| 総合格闘技 戦績 | 総合格闘技 戦績 | 総合格闘技 戦績 | 総合格闘技 戦績 | 総合格闘技 戦績 | 総合格闘技 戦績 | 総合格闘技 戦績 |
| --------------- | --------------- | --------------- | --------------- | --------------- | --------------- | --------------- |
| 53 試合         | (T)KO           | 一本            | 判定            | その他          | 引き分け        | 無効試合        |
| 38 勝           | 10              | 22              | 6               | 0               | 1               | 0               |
| 14 敗           | 6               | 7               | 1               | 0               | 1               | 0               |

| 勝敗 | 対戦相手                               | 試合結果                           | 大会名                                                                 | 開催年月日     |
| ×    | ベン・アスクレン                       | 5分3R終了 判定0-3                  | Bellator 40                                                            | 2011年4月9日   |
| ×    | 奥野"轟天"泰舗                         | 3R 0:27 KO（左フック）             | SRC14 【ウェルター級グランプリシリーズ2010 1回戦】                     | 2010年8月22日  |
| ×    | ダン・ホーンバックル                   | 2R 1:30 TKO（スタンドパンチ連打）  | 戦極 〜第十陣〜                                                        | 2009年9月23日  |
| ×    | ティム・ケネディ                       | 2R 2:37 ギブアップ（パウンド）     | Strikeforce Challengers 2                                              | 2009年6月19日  |
| ○    | ポール・デイリー                       | 5分3R終了 判定3-0                  | MFC 20: Destined for Greatness                                         | 2009年2月20日  |
| ○    | トラヴィス・マックロー                 | 1R 2:38 ギブアップ（パンチ連打）   | Madtown Throwdown 18                                                   | 2009年1月17日  |
| ×    | ジェイク・シールズ                     | 1R 1:03 フロントチョーク           | EliteXC: Unfinished Business 【EliteXC世界ウェルター級王座決定戦】     | 2008年7月26日  |
| ○    | マイケル・コスタ                       | 2R 4:13 チキンウィングアームロック | 戦極 〜第三陣〜                                                        | 2008年6月8日   |
| ○    | ファブリシオ・"ピットブル"・モンテイロ | 5分3R終了 判定3-0                  | 戦極 〜第一陣〜                                                        | 2008年3月5日   |
| ○    | ジョン・トローヤー                     | 1R 3:46 チョークスリーパー         | Tuff-N-Uff: Thompson vs. Troyer 【Bodogウェルター級タイトルマッチ】    | 2008年2月1日   |
| ○    | マーク・ウィアー                       | 1R 4:01 TKO（パウンド）            | BodogFight: Vancouver                                                  | 2007年8月24日  |
| ○    | エディ・アルバレス                     | 2R 4:32 TKO（パウンド）            | BodogFight: Clash of the Nations 【Bodogウェルター級タイトルマッチ】   | 2007年4月14日  |
| ○    | ダスティン・デニス                     | 1R 1:27 TKO（パウンド）            | BodogFight: Costa Rica Combat                                          | 2007年2月18日  |
| ○    | アンサー・チャランゴフ                 | 1R 4:59 チョークスリーパー         | BodogFight: USA vs. Russia                                             | 2006年12月2日  |
| ○    | ジョー・ウィンターフェルト             | 1R TKO（パンチ連打）               | Twin Cities Throwdown 3                                                | 2006年10月21日 |
| ○    | ダヴィオン・ピーターソン               | 3R チョークスリーパー              | BodogFight: To the Brink of War                                        | 2006年8月22日  |
| ○    | スティーブン・ブラットランド           | 1R チョークスリーパー              | Xtreme Kage Kombat: St. Joseph                                         | 2006年7月15日  |
| ○    | ヤンシー・ケラー                       | 1R TKO（パンチ連打）               | Xtreme Kage Kombat: St. Joseph                                         | 2006年7月15日  |
| ○    | クリス・ウィルソン                     | 2R 2:08 V1アームロック             | Absolute Fighting Championships 17                                     | 2006年6月24日  |
| ×    | カロ・パリジャン                       | 1R 4:44 ギブアップ（パウンド）     | UFC 59: Reality Check                                                  | 2006年4月15日  |
| ○    | アレックス・カーター                   | 2R 三角絞め                        | EFX: Fury                                                              | 2006年2月1日   |
| ○    | アンソニー・ホワイト                   | 1R ギブアップ（パンチ連打）        | Madtown Throwdown 6                                                    | 2006年1月13日  |
| ○    | キース・ウィスニエフスキー             | 5分3R終了 判定3-0                  | UFC 56: Full Force                                                     | 2005年11月19日 |
| ○    | ジョシュ・ニアー                       | 2R 2:19 チョークスリーパー         | Extreme Challenge 64                                                   | 2005年10月15日 |
| ○    | デレック・カースリー                   | 1R 3:48 チョークスリーパー         | Freestyle Fighting Championship 16 【ウェルター級トーナメント 決勝】   | 2005年9月24日  |
| ○    | ビクター・モレノ                       | 2R フロントチョーク                | Freestyle Fighting Championship 16 【ウェルター級トーナメント 準決勝】 | 2005年9月24日  |
| ○    | クリス・コネリー                       | 5分2R終了 判定3-0                  | Freestyle Fighting Championship 16 【ウェルター級トーナメント 1回戦】  | 2005年9月24日  |
| ○    | ブライアン・フィッツシモンズ           | 1R KO（パンチ連打）                | Madtown Throwdown 4                                                    | 2005年7月9日   |
| ×    | エド・ハーマン                         | 1R TKO（負傷）                     | Hand 2 Hand Combat                                                     | 2005年6月17日  |
| ×    | 岡見勇信                               | 1R 0:29 ギブアップ（右肘の脱臼）   | D.O.G II                                                               | 2005年6月11日  |
| ○    | マルセル・フェレイラ                   | 3R 2:48 TKO（パンチ連打）          | Absolute Fighting Championships 12                                     | 2005年4月30日  |
| ○    | ジョーイ・クラーク                     | 1R 3:01 腕ひしぎ十字固め           | Xtreme Kage Kombat: St. Paul                                           | 2005年4月23日  |
| ○    | ヌリ・シャキール                       | 2R 3:07 三角絞め                   | Combat Zone 10: Ground War 【USKBA東海岸ライトヘビー級王座決定戦】     | 2005年4月2日   |
| ×    | ポール・パーセル                       | 2R TKO（パンチ連打）               | Freestyle Combat Challenge 18                                          | 2005年3月5日   |
| ○    | ブライアン・グリーン                   | 1R TKO（パンチ連打）               | Madtown Throwdown 2                                                    | 2005年2月19日  |
| ○    | ブライアン・ガサウェイ                 | 3分3R終了 判定3-0                  | Combat: Do Fighting Challenge 2                                        | 2005年2月5日   |
| ○    | ジェシー・チルトン                     | 3R チョークスリーパー              | Freestyle Combat Challenge 17                                          | 2005年1月8日   |
| ○    | ダレン・ハインズ                       | 1R 0:19 フロントチョーク           | Xtreme Fighting Organization 4                                         | 2004年12月3日  |
| △    | ダリル・ガスミラー                     | 5分3R終了 ドロー                   | Xtreme Kage Kombat: Fridley                                            | 2004年11月5日  |
| ○    | ジョン・レンケン                       | 1R TKO（パンチ連打）               | Freestyle Fighting Championships 12 【ミドル級トーナメント 決勝】      | 2004年9月24日  |
| ○    | ショーン・ハフマン                     | 2R チョークスリーパー              | Freestyle Fighting Championships 12 【ミドル級トーナメント 準決勝】    | 2004年9月24日  |
| ×    | ブライアン・エバーソール               | 1R TKO（パンチ連打）               | Freestyle Fighting Championships 12 【ミドル級トーナメント 1回戦】     | 2004年9月24日  |
| ○    | リッキー・セルース                     | 1R ツイスター                      | Madtown Throwdown 1                                                    | 2004年8月21日  |
| ○    | チアゴ・ゴンサウヴェス                 | 2R 2:39 ギブアップ（パンチ連打）   | Freestyle Combat Challenge 15                                          | 2004年6月12日  |
| ○    | ブライアン・ムーア                     | 1R 0:28 フロントチョーク           | Ultimate Battleground                                                  | 2004年6月4日   |
| ○    | ジェフ・ドイル                         | 2R TKO（タオル投入）               | Xtreme Kage Kombat: Mayhem in Marshfield                               | 2004年5月15日  |
| ×    | マイク・クインラン                     | 2R 0:16 チョークスリーパー         | Absolute Fighting Championships 8                                      | 2004年5月1日   |
| ○    | エミール・ブッサーデ                   | 5分2R終了 判定3-0                  | Freestyle Combat Challenge 14                                          | 2004年3月6日   |
| ○    | カイル・ヘルスパー                     | 2R 2:16 チョークスリーパー         | Freestyle Combat Challenge 13                                          | 2004年1月10日  |
| ×    | ダン・ハート                           | 1R 0:30 フロントチョーク           | Freestyle Combat Challenge 12                                          | 2003年10月18日 |
| ×    | ダスティン・デニス                     | 1R 1:45 三角絞め                   | Absolute Fighting Championships 5                                      | 2003年9月5日   |
| ○    | カイル・ヘルスパー                     | 1R ギブアップ（パンチ連打）        | Freestyle Combat Challenge 11                                          | 2003年6月28日  |
| ×    | ダン・ハート                           | 1R KO（パンチ連打）                | Freestyle Combat Challenge 10                                          | 2003年3月22日  |

## 獲得タイトル
- FFC 12ミドル級トーナメント 優勝（2004年）
- USKBA東海岸ライトヘビー級王座（2005年）
- FFC 16ウェルター級トーナメント 優勝（2005年）
- 第2代Bodogウェルター級王座（2007年）